# Geraldo de Paula Souza
Geraldo de Paula Souza CSsR (* 1. November 1961 in Assaí, Paraná) ist ein brasilianischer römisch-katholischer Ordensgeistlicher und Weihbischof in Niterói.

Wappen von Geraldo de Paula Souza.

## Leben
Geraldo de Paula Souza arbeitete zunächst einige Jahre als Gerüstbauer. 1980 trat er der Ordensgemeinschaft der Redemptoristen bei und besuchte das Kleine Seminar Santa Terezinha in Tietê. Von 1982 bis 1984 absolvierte Souza das Postulat am Seminar São Clemente in Campinas und ab 1985 das Noviziat am Seminar Santa Terezinha. Parallel dazu studierte er Philosophie an der Pontifícia Universidade Católica de Campinas (1982–1984) und Katholische Theologie am Instituto de Teologia de São Paulo (ITESP) (1986–1989). Ferner belegte er Kurse in Psychologie an der Universidade São Marcos (UNIMARCO) in São Paulo, in Berufungspastoral am Institut Sedes Sapientiae und in Sozialpsychologie an der Päpstlichen Katholischen Universität von Goiás (portugiesisch Pontifícia Universidade Católica de Goiás, PUC-Goiás) in Goiânia. Am 19. Januar 1989 legte Souza im Seminar Santo Afonso in Aparecida die ewige Profess ab. Von 1989 bis 1992 wirkte er im Ausbildungshaus seiner Ordensgemeinschaft in Mauá. Nachdem ihn dort der Bischof von Santo André, Cláudio Hummes OFM, am 19. August 1990 zum Diakon geweiht hatte, war er zudem in der Favela Jardim Oratório tätig. Am 29. August 1992 empfing Souza in der Basílica de Nossa Senhora Aparecida durch den Bischof von Rubiataba-Mozarlândia, José Carlos de Oliveira CSsR, das Sakrament der Priesterweihe.
Zunächst war Geraldo de Paula Souza als Ausbilder in den Ausbildungshäusern der Redemptoristen in São Paulo (1992–2002) und in Campinas (2006–2008) sowie als Direktor des ordenseigenen propädeutischen Seminars in Aparecida (2003–2005) tätig. Von 2009 bis 2010 war er Verantwortlicher für die Berufungspastoral in São Paulo. Nachdem er 2011 kurzzeitig als Direktor des Ausbildungshauses seiner Ordensgemeinschaft in São Paulo fungiert hatte, wurde er 2012 Seelsorger an der Basílica de Nossa Senhora Aparecida. Danach wirkte Souza als Missionar in Tietê (2015–2016). Von 2016 bis 2019 war er Pfarrer der Pfarrei Santíssimo Redentor in Amadora in Portugal. Nach der Rückkehr in seine Heimat wurde Geraldo de Paula Souza Pfarrer der Pfarrei Nossa Senhora do Perpétuo Socorro in São Paulo.
Am 19. Oktober 2022 ernannte ihn Papst Franziskus zum Titularbischof von Tinista und zum Weihbischof in Niterói. Der Erzbischof von Niterói, José Francisco Rezende Dias, spendete ihm am 20. Dezember desselben Jahres in der Basílica de Nossa Senhora in Aparecida die Bischofsweihe; Mitkonsekratoren waren der Weihbischof in São Paulo, Rogério Augusto das Neves, und der Erzbischof von Pouso Alegre, José Luiz Majella Delgado CSsR. Sein Wahlspruch Sicut qui ministrat („Wie einer, der dient“) stammt aus Lk 22,27 .